# Nhô Totico
Nhô Totico, nascido Vital Fernandes da Silva (Descalvado, 11 de maio de 1903 – São Paulo, 4 de abril de 1996), foi um radialista e humorista brasileiro que ao lado de nomes como Silvino Neto tornou-se um dos ícones do humor radiofônico no Brasil. O Museu Público Municipal de Descalvado possui um acervo com aproximadamente 5 mil objetos, entre móveis, documentos, fotografias, prêmios e cartas trocadas com celebridades e autoridades políticas de importância nacional e com amigos e fãs da cidade-natal.

## Biografia
Vital Fernandes da Silva nasceu em 1903 na cidade de Descalvado, interior do estado de São Paulo, cidade na qual viveu até os 10 anos de idade. Último de seis filhos da italiana Adelina Mandelli da Silva e do baiano João Fernandes da Silva, logo ganhou o apelido de Totó. Desde muito jovem tinha tendências para as artes influenciado por seu pai. João era um músico hábil que tocava vários instrumentos, mas adorava o violão.

## Programas

### Escolinha da Dona Olinda
A Escolinha da Dona Olinda foi um programa brasileiro de rádio criado em 1935 por Nhô Totico que se tornou um formato estabelecido para os programas de humor no Brasil conhecido como "escolinha". Todos os personagens eram interpretados pelo próprio Nhô Totico, que se utilizava presentemente de improvisos, uma vez que o programa não era gravado. Certa feita, Nhô Totico foi intimado a prestar esclarecimentos ante as autoridades policiais do governo de Getúlio Vargas, pois em um de seus programas um dos personagens pergunta a um agricultor por que seus tomates eram tão grandes e vermelhos, que prontamente respondeu que era devido ao fato dele fazer os tomateiros ouvirem a Hora do Brasil. Em 1939 o Governo Vargas havia criado o DIP, um órgão que serviu como instrumento de censura e propaganda do governo durante o Estado Novo.

### Chiquinho, Chicote e Chicória
O programa foi feito na Rádio Record de São Paulo em 1936, por aproximadamente um ano, mesmo período em que o Nhô Totico continuou a fazer A Escola da Dona Olinda e A Vila do Arrelia na Rádio Cultura. Com o fim do trabalho na Record, Vital continua com os novos personagens, só que desta vez absorvidos nos outros programas.

### Vila da Arrelia
Programa no qual a protagonista era dona Aqueropita, uma filha de italianos obcecada com a ideia de se casar. Durante as apresentações havia uma interação com os espectadores presentes, que permitia a Nhô Totico desenrolar a trama levando os personagens as compras, ao cinema e as passeios na Vila. Sobre o programa, seu sobrinho-neto Paulo Fernandes afirma:
| “ | O humorista fazia sozinho e de improviso todos os outros personagens do programa, entre eles o motorista de praça Sayamoto Kurakami, que conduzia dona Aqueropita pelas ruas da cidade, o negociante de tecidos Salim Kemal Fizeu; Betto Spacca Tutto era o inflexível irmão da Aqueropita, o português Manoel e o nordestino Trinta e Nove, que reapareciam no programa da tarde, como os pais das crianças da Escola de Dona Olinda. | ” |

### Listagem
- XPTO Vila da Arrelia – Rádio Cultura – 1934
- DKI – Nhô Totico em Jerusalém – Rádio Cultura – 1934
- DKI – Nhô Totico e suas Peripécias – Rádio Cultura – 1934
- Chiquinho, Chicote e Chicória – Rádio Record – 1935
- Escolinha da D. Olinda – Rádio Record – 1935
- Nhô Totico Detetive – Rádio Cultura – 1938
- Escolinha da D. Olinda – Rádio Cultura – 1938
- XPTO Vila da Arrelia – Rádio Cultura – 1938
- Programa Nhô Totico – Rádio Mayrink Veiga – 1940
- Programa Nhô Totico – Rádio América – 1947
- Programa Nhô Totico – Rádio Inconfidência – 1950
- Programa Nhô Totico – TV Excelsior – 1960